# Кёлер, Иоганн Кристиан Готтлиб
Иоганн Кристиан Готтлиб Кёлер (нем. Johann Christian Gottlieb Köhler; 1759—1833) — немецкий (силезский) ботаник.

## Биография
Иоганн Кристиан Готтлиб Кёлер родился 30 июля 1759 года в силезской деревне Гёрисзайффен близ городе Лёвенберг (ныне — Львувек-Слёнски в Польше).
Кёлер занимался изучением представителей рода Рубус, произрастающих в Силезии. Он был первооткрывателем нескольких видов ежевики, описанных в обширной монографии Августа Вайе и Кристиана Готтфрида Неса по видам рубуса в Германии, пересылал им гербарные образцы. Вайе в Compendium florae Germaniae М. Й. Блуффа и К. А. Фингерхута назвал в его честь один из видов — Rubus koehleri.
Иоганн Кёлер скончался в городе Шмидеберг (ныне — Ковары, Польша) 24 октября 1833 года.

## Растения, названные в честь И. К. Г. Кёлера
- Rubus koehleri Weihe, 1825